# Amon soja
L'amon soja (du fon-gbe et du Yoruba ; ou fromage de soja en français) est un fromage fabriqué à base de soja. C'est un produit typiquement béninois qui est très prisé par la population. Il est utilisé dans la préparation de soupes traditionnelles et modernes en Afrique de l'Ouest. Sa réalisation requiert beaucoup de dextérité, de concentration et d’énergie.

## Galerie

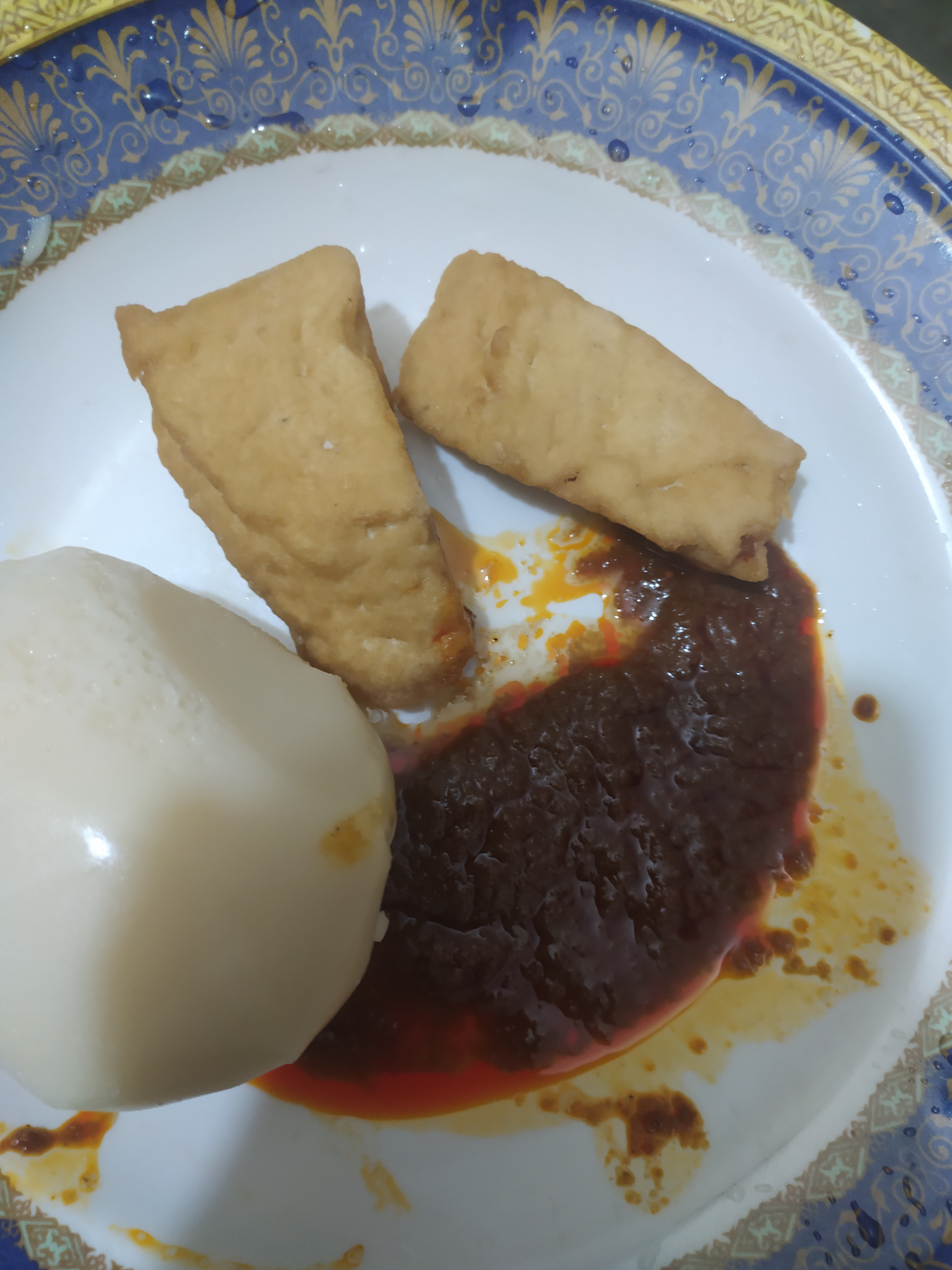
Akassa et amon soja avec du piment.
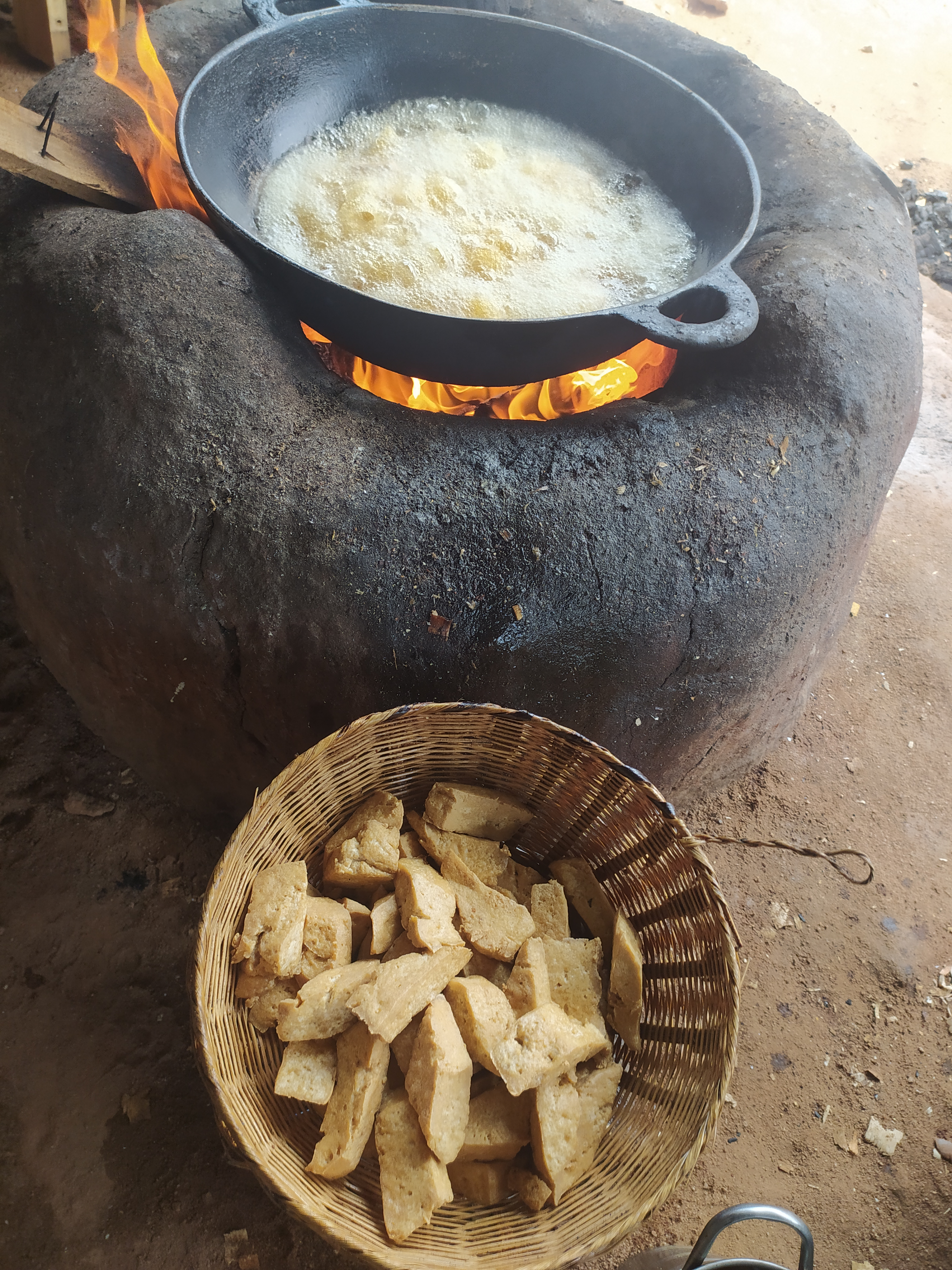
Fromage de soja en train de frire dans l'huile d'arachide et son résultat, une fois frit.
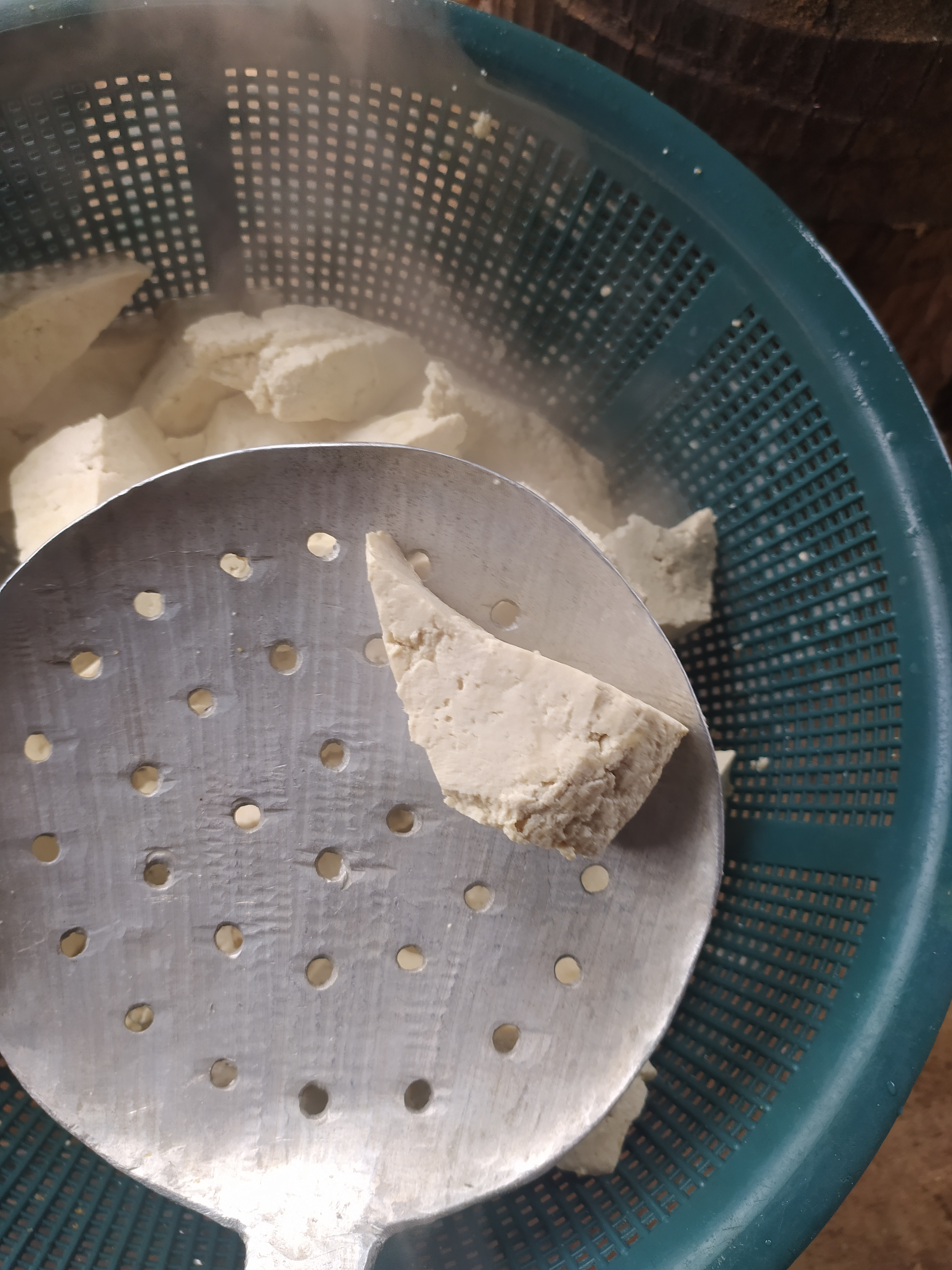
Fin de la cuisson du amon soja dans l'eau bouillante.